# Contrebandiers-Höhle
Koordinaten: 33° 55′ 18,2″ N, 6° 57′ 42,4″ W
Die Contrebandiers-Höhle (arabisch كهف المهربين, DMG Kahf al-Muharribīn, deutsch: „Schmuggler-Höhle“) ist eine archäologische und paläoanthropologische Fundstätte unweit der Stadt Témara in Marokko. In der Höhle wurden erstmals 1955 Ausgrabungen durchgeführt, die in den folgenden Jahrzehnten von unterschiedlichen Forschergruppen fortgesetzt wurden. Unter den Funden aus den bislang erforschten Abschnitten der Höhle sind hunderte Steinwerkzeuge aus den Kulturen des Moustérien und des Atérien, Hinweise auf Feuerstellen und zahlreiche Knochen von großen Pflanzenfressern (Rinder, Pferde, Hirsche), die vermutlich von ihren Bewohnern als Jagdbeute in die Höhle gebracht wurden. Im September 2021 wurde der Fund von Werkzeugen bekannt gegeben, die als die frühsten gegenständlichen Belege für die Bearbeitung von Tierhäuten interpretiert wurden.

## Die Höhle
Die Contrebandiers-Höhle liegt rund 16 km südlich von Rabat und 250 m landeinwärts von der heutigen Küste des Atlantiks in einer Höhe von 11 m. Die Höhle wurde aus pleistozänem Kalkstein ausgewaschen, ist rund 30 m tief und besitzt einen 28 m breiten Eingang Richtung Nordwest. Zwei kaminartige Öffnungen existieren, die von innen nach oben zu einem über der Höhle befindlichen Plateau führen. Von 1955 bis 1957 und erneut von 1967 bis 1975 wurde die Höhle von Abbé Jean Roche (1913–2008) erforscht. Danach gab es mehrere, kleinere Grabungen, und ab 2007 leiteten Harold L. Dibble und Mohamed Abdeljalil El Hajraoui ein US-amerikanisch/marokkanisches Forschungsteam. Große Kalksteinblöcke vor der Höhle, die sich über Ablagerungen aus der Jungsteinzeit auftürmten, führten zu der Vermutung, dass Teile ihres Daches erst in jüngerer Zeit eingestürzt sind; diese jüngeren Schichten wurden von Roche fast vollständig entfernt. Erhalten geblieben sind große Teile der älteren, insgesamt vier Meter mächtigen Ablagerungen in der Höhle sowie Reste der jüngeren Ablagerungen an den inneren Rändern der Höhle.

## Funde
Für die älteste Schicht des Höhlenbodens wurde mit Hilfe der Thermolumineszenzdatierung ein Alter von 126.000 ± 9.000 Jahren festgestellt, für die Werkzeuge aus der Kultur des Atériens 107.000 ± 4.000 bis 96.000 ± 4.000 Jahre. Reste von Holzkohle und mehrere Dutzend Steinartefakte mit Hinweisen auf starke Erhitzung belegen die Existenz von Feuerstellen in der Höhle, deren Datierung ein Alter von mindestens 91.000 Jahren ergab.
An zahlreichen Knochen von großen Säugetieren wurden Schnittspuren entdeckt, die vom Zerlegen der Jagdbeute stammen. Auffällig war, dass in älteren Schichten eher kleinere, jüngere Tiere zerlegt wurden als in jüngeren Schichten. Ähnlich wie in der Bizmoune-Höhle wurden auch in der Contrebandiers-Höhle Schneckengehäuse entdeckt, die so durchlöchert waren, dass sie als Körperschmuck („Perlen“) getragen werden konnten. Sie stammten zumeist von Arten, die üblicherweise nicht verzehrt wurden. Hominine Fossilien wurden ebenfalls geborgen, und zwar ein Unterkiefer, ein Fragment eines Stirnbeins sowie ein dritter Schädelknochen eines anatomisch modernen Menschen (Homo sapiens), die gelegentlich auch als „Témara Mensch“ bezeichnet werden.
Über einen einzigartigen Fund wurde im Jahr 2021 in der Fachzeitschrift iScience berichtet. Aus einer 120.000 bis 90.000 Jahre alten Schicht wurden 62 Knochenfragmente geborgen, die mit Hilfe von Steinwerkzeugen als Knochenwerkzeuge zugeschnitten worden waren. Es handelte sich unter anderem um Rippen, die an den Enden abgerundet und deren Flächen geglättet worden waren. Diese Werkzeuge wurden als die frühsten gegenständlichen Belege für die Bearbeitung von Tierhäuten interpretiert. Aus der gleichen Schicht stammen Knochen von Rüppellfuchs, Goldschakal und Wildkatze mit Schnittspuren, wie sie typischerweise beim Häuten entstehen.

## Belege
1. 1 2 3 4   Harold L. Dibble et al.: New Excavations at the Site of Contrebandiers Cave, Morocco. In: PaleoAnthropology. 2012, S. 145–201, doi:10.4207/PA.2012.ART74.
2. 1 2   Emily Y. Hallett et al.: A worked bone assemblage from 120,000 – 90,000 year old deposits at Contrebandiers Cave, Atlantic Coast, Morocco. In: iScience. Online-Veröffentlichung vom 16. September 2021, doi:10.1016/j.isci.2021.102988.
 Bone tools from Morocco indicate the production of clothing by 120,000 to 90,000 years ago. Auf: eurekalert.org vom 16. September 2021.
3. ↑  L’Abbé Jean Roche (1913–2008).